# Varangerfjord

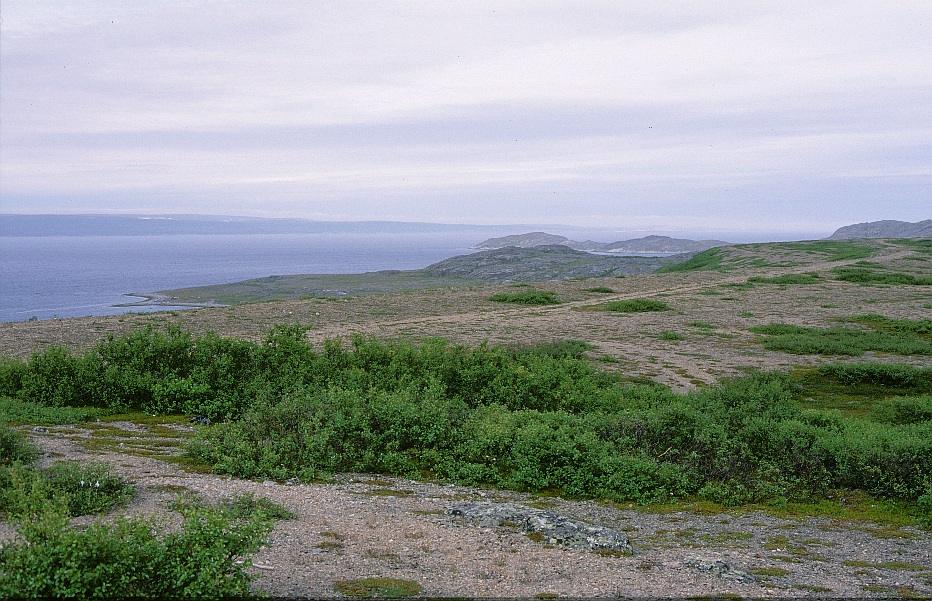
Privelişte din fiord

Varangerfjord (rusă: Варангер-фьорд, Варяжский залив; finlandeză: Varanginvuono; Sami nordică: Várjavuonna) este cel mai estic fiord din Norvegia. Fiordul este localizat în județul Finnmark, între Peninsula Varanger și continuarea estică a țărmului Norvegiei. Aici se află localitățile Vardø și Vadsø.